# Sporta klubs Liepājas Metalurgs (femminile)
Lo Sporta klubs Liepājas Metalurgs femminile è una squadra di calcio lettone, sezione dell'omonimo club maschile con sede a Liepāja. Milita nella Latvijas Sieviešu Futbola Virslīga, il massimo campionato lettone femminile di calcio.

## Palmarès
- Campionato lettone: 2

2010 - 2012

## Risultati nelle competizioni UEFA
| Stagione | Competizione     | Fase                     | Avversario       | Risultato | Risultato | Risultato |
| Stagione | Competizione     | Fase                     | Avversario       | andata    | ritorno   | aggregato |
| -------- | ---------------- | ------------------------ | ---------------- | --------- | --------- | --------- |
| 2011-12  | Champions League | gironi di qualificazione | MTK Hungária     | 0-12      | 0-12      | 0-12      |
| 2011-12  | Champions League |                          | 1º Dezembro      | 0–4       | 0–4       | 0–4       |
| 2011-12  | Champions League |                          | ASA Tel Aviv     | 1-4       | 1-4       | 1-4       |
| 2013-14  | Champions League | gironi di qualificazione | Spartak Subotica | 0-10      | 0-10      | 0-10      |
| 2013-14  | Champions League |                          | Olimpia Cluj     | 0–7       | 0–7       | 0–7       |
| 2013-14  | Champions League |                          | Gintra           | 0–2       | 0–2       | 0–2       |

## Rosa
| N. |                     | Ruolo | Calciatrice               |
| -- | ------------------- | ----- | ------------------------- |
| 1  | Lettonia (bandiera) | P     | Kristine Rižko            |
| 2  | Lettonia (bandiera) | D     | Julija Tjumina            |
| 3  | Lettonia (bandiera) | D     | Anna Propošina (capitano) |
| 4  | Lettonia (bandiera) | D     | Angelina Jegorova         |
| 5  | Lettonia (bandiera) | D     | Henriete Spage            |
| 7  | Lettonia (bandiera) | D     | Guna Abolina              |
| 11 | Lettonia (bandiera) | C     | Alina Šilova              |
| 12 | Lettonia (bandiera) | P     | Anastasija Cumika         |
| 13 | Lettonia (bandiera) | D     | Laura Strautina           |

| N. |                     | Ruolo | Calciatrice      |
| -- | ------------------- | ----- | ---------------- |
| 16 | Lettonia (bandiera) | A     | Julija Sokolova  |
| 17 | Lettonia (bandiera) | D     | Džuljeta Tamsone |
| 18 | Lettonia (bandiera) | A     | Olesja Baumane   |
| 19 | Lettonia (bandiera) | C     | Renate Dinviete  |
| 20 | Lettonia (bandiera) | A     | Sintija Greijere |
| 21 | Lettonia (bandiera) | A     | Julija Levčenko  |
| 22 | Lettonia (bandiera) | C     | Rebeka Tile      |
| 23 | Lettonia (bandiera) | C     | Sabine Kadirova  |
| 31 | Lettonia (bandiera) | P     | Nina Maksimova   |